# Dario Puccini
Dario Puccini (Roma, 5 de gener de 1921 - Roma, 5 de març de 1997) va ser un hispanista, traductor i crític literari italià, un dels principals estudiosos italians de la literatura espanyola i hispanoamericana.

## Biografia
Era fill de l'escriptor Mario Puccini i germà dels directors Gianni Puccini i Massimo Mida. Es va unir a la Resistència Romana i va ser detingut el 1942 per la policia feixista.
Hispanista, va ser professor a la Universitat de Càller i a la Universitat de Roma La Sapienza. El 1956 va signar el Manifest del 101 contra la invasió soviètica d'Hongria. Va traduir a l'italià i va editar les obres de poetes i escriptors espanyols i llatinoamericans; de Pablo Neruda a Octavio Paz, de Nicolás Guillén a Jorge Amado, de Manuel Scorza a Gabriel García Márquez, de Jorge Luis Borges a Rafael Alberti, de qui era molt amic.
Va fundar el 1980 i va dirigir la revista Letterature d'America.

## Obres
- Miguel Hernández. Vita e poesie, Mursia 1966
- Sor Juana Inés de la Cruz, Edizioni dell'ateneo, 1967
- La parola poetica di Vicente Aleixandre, Bulzoni, 1971
- Romancero de la Resistenza Spagnola (1936-1965), Laterza, 1974
- Il segno del presente, studi di letteratura spagnola, edizioni dell'Orso, 1992
- Una donna in solitudine, Cosmopoli, 1996
- Epistolario R. Alberti-D. Puccini. Corrispondenza inedita (1951-1969), I parabordi, 2009